# Deutz (azienda)
La Deutz AG è un'industria tedesca specializzata nella costruzione di motori e autocarri con sede a Colonia.
Il costruttore Deutz AG è conosciuto sotto altri nomi, come Klöckner - Humboldt - Deutz AG, o la sigla di quest'ultimo KHD, e il nome Deutz ricorre anche nella Magirus-Deutz, marca famosa di autocarri con sede a Ulm.

## Storia
La sua fondazione risale al 1864 come N. A. Otto & Cie grazie a Nikolaus August Otto e a Eugen Langen, la sua prima trasformazione avvenne nel 1872 in Gasmotoren-Fabrik Deutz AG, mentre l'ultimo cambio di denominazione in quella attuale risale al 1983.
Nel 1866 Otto produsse il primo modello di motore, un monocilindrico che presentava un consumo molto più basso di quello brevettato dall'inventore belga Étienne Lenoir che era stato la base per i suoi primi motori sperimentali.
Nel 1872 l'azienda cambiò ragione sociale in Gasmotoren-Fabrik Deutz AG in seguito all'ingresso di Gottlieb Daimler e Wilhelm Maybach, destinati in futuro ad essere i primissimi inventori dell'automobile assieme a Karl Benz. Daimler entrò nell'azienda come direttore di produzione, Maybach inizialmente assunto come disegnatore e progettista, venne poi promosso qualche anno dopo al ruolo di progettista capo. Daimler e Maybach perfezionarono il motore brevettato da Otto rendendolo più efficiente e il nuovo motore perfezionato venne brevettato nel 1876 dall'Ufficio Brevetti dell'Impero Germanico. Tale motore, noto anche come motore a ciclo Otto, riscosse grande successo e, nella nascente industria automobilistica, divenne il modello base per la maggior parte dei motori a combustione interna moderni.
All'interno dell'azienda cominciarono ad emergere i primi contrasti che portarono nel 1882 alle dimissioni di Daimler e Maybach che fondarono la Daimler Motoren Gesellschaft
Il logo attuale dell'azienda prende origine da quello del costruttore Magirus (di Ulma)  che rappresenta una grande M per Magirus, stilizzata a simboleggiare la grande facciata della cattedrale di Ulm (Ulmer Münster).